# Lethrus rosmarus
Lethrus rosmarus är en skalbaggsart som beskrevs av Ernst Ballion 1870. Lethrus rosmarus ingår i släktet Lethrus och familjen tordyvlar. Inga underarter finns listade i Catalogue of Life.